# Dinotettix conradti
Dinotettix conradti är en insektsart som beskrevs av Günther, K. 1939. Dinotettix conradti ingår i släktet Dinotettix och familjen torngräshoppor. Inga underarter finns listade i Catalogue of Life.